# Jack's Back (película)
Jack's Back o El regreso de Jack (título original : Jack's Back) es un film de terror estadounidense dirigido por Rowdy Herrington, y dado a difusión en 1988.

## Sinopsis
En Los Ángeles, un joven doctor es sospechoso de ser el responsable de una serie de crímenes cometidos por un copycat (imitador) de Jack el Destripador, tal vez para así celebrar el cumpleaños 100 de ese mítico personaje realizando crímenes similares.
Pero este joven doctor finalmente él también es encontrado asesinado. Su hermano gemelo pasa entonces a tener alucinaciones donde el propio asesino…

## Ficha técnica
- Título: Jack's Back
- Título original: Jack's Back
- Dirección: Rowdy Herrington
- Guion: Rowdy Herrington
- Producción: Cassian Elwes, Tim Moore, Andre Blay, Elliott Kastner
- Música: Danny Di Paola
- Fotografía: Shelly Johnson
- Montaje: Harry B. Miller III
- Dirección artística: Piers Plowden
- Decorador-jefe: Deborah Evans
- Vestuario: Susie DeSanto
- País de origen: Estados Unidos
- Lengua: inglés
- Género: horror
- Duración: 97 minutos
- Fecha de estreno: 6 de mayo de 1988 (Estados Unidos)

## Reparto
- James Spader : John Wesford / Rick Wesford
- Cynthia Gibb : Chris Moscari
- Robert Picardo : Dr. Carlos Battera
- Chris Mulkey : Scott Morofsky

## Distinciones
- Saturn Award 1990
  - Nominación al Saturn Award for Best Actor (James Spader)